# Смољниј национални парк
Смољниј национални парк (рус. Смо́льный национальный парк) је специјално заштићено природно подручје и један од националних паркова Русије, у североисточном делу Републике Мордовије. Парк је основан Резолуцијом Владе Руске Федерацјије 3. марта 1995. године како би се очували драгоцени шумски предели листопадних шума, мочваре и степска подручја који се користе у еколошке, рекреативне и друге сврхе. Стациониран је на левој обали реке Алатир, на територијама које припадају Ичковском и Бољшеигнатовском рејону. Површина парка износи 365 km², а њиме управља Министарство природних ресурса и животне средине Русије. На нижим надморским висина парка налазе се мочваре. У јужном и централном делу парка налази се неколико брегова, док се на простору читавог парка налази велики број извора.
Ово станиште је уточиште за птице од међународног значаја.

## Топографија
Национални парк Смољниј налази се на северозападном делу Волга висоравни. Територија је релативно равна или благо брдовита, са мрежом равница у северним деловима, који се настављају према јужном делу парка. Територија је правоугаоног облика, протеже се 35 км западноисточно и 20 км у правцу север—југ. Надморска висина на простору парка креће се од 93 до 217 метара. Река Алатир пролази кроз јужне делове парка, а у њему се налази још 80 малих потока и пловних путева. Мочваре, које на простору парка заузимају територију од 157 хектара, снабдевају се водом преко залива реке Алатир и њених притока.

## Клима и екорегион
Смољниј национални парк се налази на станишту шумских степа, где су карактеристичне степе и мочваре.
На простору парка преовлађује умереноконтинентална клима коју карактеришу велике температурне разлике, са благим летима и хладним зимама са доста снежних падавина. Најхладнији месец је јануар са -11 °C, док је најтоплији јул када је просечна температура 19 °C. Просечна количина падавина током године креће се од 440—550 мм. Снег се на подручју парка задржава 125 до 149 дана, а ветрови дувају претежно са југозападне стране.

## Флора и фауна
У националном парку Смољниј 95% територије покривају шуме. Четинарске шуме које су распрострањене на око 40% територије су чине претежно бор и смрча. У јужном делом парка преовлађују борове шуме. На северу су распрострањене широколисне шуме храста, липе, јавора и јасена. Око 12% парка покривено је секундарним шумама. У парку је пописано преко 200 врста гљива, 100 врста маховина , а током пописа врста 2011. године, забележено је 784 врста васкуларних биљака. из 394 родова и 101 прородице, као и 753 врсте цветних биљака Међу њима постоји неколико врста које су забележене у Црвену књигу Русије као што су Iris aphylla и Neottianthe cucullata и Црвену књигу Републике Мордовије, где је забележено 36 врста из овог парка. 
Реке и језера парка настањује штука, кленић, клен, кркуша, Misgurnus anguillicaudatus, Anguilliformes, Perca flavescens и бели толстолобик. Сисари пописани у парку, који су типични за шумска подручја укључују вапите, дивљу свињу, лисицу, куну, ласицу, неколико врста мишева и Myodes glareolus.
На подручју националног парка гнезди се царска шљука, Haematopus, сова, орао крсташ и степска еја. Пописано је 206 врста птица, 6 врста гмизаваца и 11 врста водоземаца.
Лов, риболов и сеча шуме су строго забрањени на овом простору.

## Туризам
До парка је могуће стићи путем од села Смолни које се налази у непосредној близини парка. Постоје ограничени делови парка предвиђени за пикник, пливање и друге рекреативне активности, као и подручја слободна за сакупљање гљива и јагодичастог воћа. У парку се налази музеј екологије и природне историје Републике Мордовије.